# Sarah Lindley Crease
Sarah Lindley Crease (1826–1922) was een Canadese kunstenaar.
Crease werd in 1826 geboren in Engeland, waar zij samen met Charles Fox en Sarah Ann Drake een kunststudie volgde. Haar vroegste werken waren botanische tekeningen voor publicaties van haar vader, zoals The Gardener's Chronicle. Ze verhuisde in 1860 naar Vancouvereiland, waar haar man, Henry Pering Pellew Crease, een vooraanstaand rechter was. Met hem kreeg ze twee dochters, Josephine en Susan, die ook kunstenaars werden. Crease gaf les aan de zondagsschool van de Anglicaanse kerk en was vrijwilliger en collectant voor veel lokale culturele instanties. Ze staat bekend om haar aquarellen van het fort van de Hudson's Bay Company, de stad Victoria en andere bekende plaatsen in Brits-Columbia. Later in haar leven kreeg ze glaucoom, waardoor schilderen moeilijk voor haar werd. Haar werken geven een gedetailleerd beeld van Brits-Columbia in de koloniale tijd.
- International Standard Name Identifier: 0000 0000 7405 6593
- Library of Congress Control Number: n97038346
- Virtual International Authority File: 4212837
- WorldCat: E39PBJpPDh7PBcT7vrGpfgFdwC